# Arizona Territory
Arizona Territory è un film del 1950 diretto da Wallace Fox.
È un western statunitense con Whip Wilson, Andy Clyde e Nancy Saunders.

## Produzione
Il film, diretto da Wallace Fox su una sceneggiatura di Adele Buffington, fu prodotto da Vincent M. Fennelly grande la Transwestern Pictures e girato nell'Iverson Ranch a Chatsworth, Los Angeles, California, nel maggio 1950. Il titolo di lavorazione fu Badmen of Arizona.

## Distribuzione
Il film fu distribuito negli Stati Uniti dal 2 luglio 1950 al cinema dalla Monogram Pictures.

## Promozione
Le tagline sono:
- Six-Gun Sensation!
- FRONTIER FURY! Bullet-Studded Story Of Badmen And The Badlands!
- Hide-Out Of The West's Worst Killers!
- SIX-GUN FURY OF FRONTIER DAYS!